# Radu Budeanu
Radu Budeanu (n. 21 mai 1943, Bucuresti – d. 18 decembrie 1997, Bucuresti) a fost un jurnalist român, comentator de politică externă, redactor-șef al revistei „Lumea”. A fost deputat în Parlamentul României, ales în legislatura 1996-2000 pe listele partidului USD-PD din județul Satu-Mare.